# Benjamin F. Conley
Benjamin F. Conley, född 1 mars 1815 i Newark, New Jersey, död 10 januari 1886 i West End, Georgia (numera stadsdel i Atlanta, Georgia), var en amerikansk republikansk politiker och affärsman. Han var Georgias guvernör 1871–1872.
Conley flyttade 15 år gammal till Georgia och skaffade sig så småningom en förmögenhet som affärsman. Han var Augustas borgmästare 1857–1859.
Conley efterträdde 1871 Rufus Bullock som guvernör och efterträddes 1872 av James Milton Smith. Conley fick vara guvernör i några månader eftersom Bullock hade avgått i förtid och ämbetet tillföll talmannen i Georgias senat. Mellan 1875 och 1880 tjänstgjorde Conley som postmästare i Atlanta. Conley avled 1886 och gravsattes på Magnolia Cemetery i Augusta.